# Семысль (гмина)
Семысль (пол. Siemyśl) — сельская гмина (волость) в Польше, входит как административная единица в Колобжегский повет, Западно-Поморское воеводство. Население — 3610 человек (на 2005 год).